# 戰略風險
战略风险是指公司高層做出的失誤的商业决策给公司带来的风险。战略风险往往影響著公司的走向。

## 财务困境和战略风险
2004 年，James Lam Associates 研究了上市公司陷入财务困境的主要原因。研究问题是：当一家公司面临市值大幅下降（相对下降 30%）时，主要原因是什么？ 研究团队在分析了标普500指数公司1982年至2003年的市值数据后，发现76家标普500指数公司的市值曾經在一个月内出现了大幅下跌。  JLA研究团队試圖通过新闻报道、监管文件和公司声明等尋找其市值下降的根本原因。 JLA發現，61%的市值下降是由战略风险引起的，30%是由作業風險引起的，9%是由财务风险引起的。然而實際上许多企业在风险管理中都淡化或忽视了战略风险。